# Grand des Cinq
L'épithète de « Grand des Cinq » est associée aux noms de prêtres de Thot à Hermopolis Parva, laissant supposer l'existence d'un groupe de cinq forces divines. Certains auteurs ont indiqué qu'à l'époque tardive, ces cinq ont pu être les cinq divinités veillant sur les jours épagomènes (Osiris, Isis, Seth, Nephthys et Horus) en relation avec Thot, responsable de la création de ces jours.